# Lèmur ratolí de Jolly
El lèmur ratolí de Jolly (Microcebus jollyae) és un lèmur ratolí que viu a Mananjary i Kianjavato, a la província malgaixa de Fianarantsoa. Probablement és el parent més proper de diverses espècies que encara estan per descriure. L'espècie fou anomenada en honor de la Dra. Alison Jolly, que treballà durant molt de temps com a investigadora a Madagascar. Té el dors de color marró vermellós i el ventre gris. Té una petita taca blanca a prop de cada ull. Pesa uns 60 grams.